# Buchnera americana
Buchnera americana är en snyltrotsväxtart som beskrevs av Carl von Linné. Buchnera americana ingår i släktet Buchnera och familjen snyltrotsväxter. Inga underarter finns listade i Catalogue of Life.

## Bildgalleri

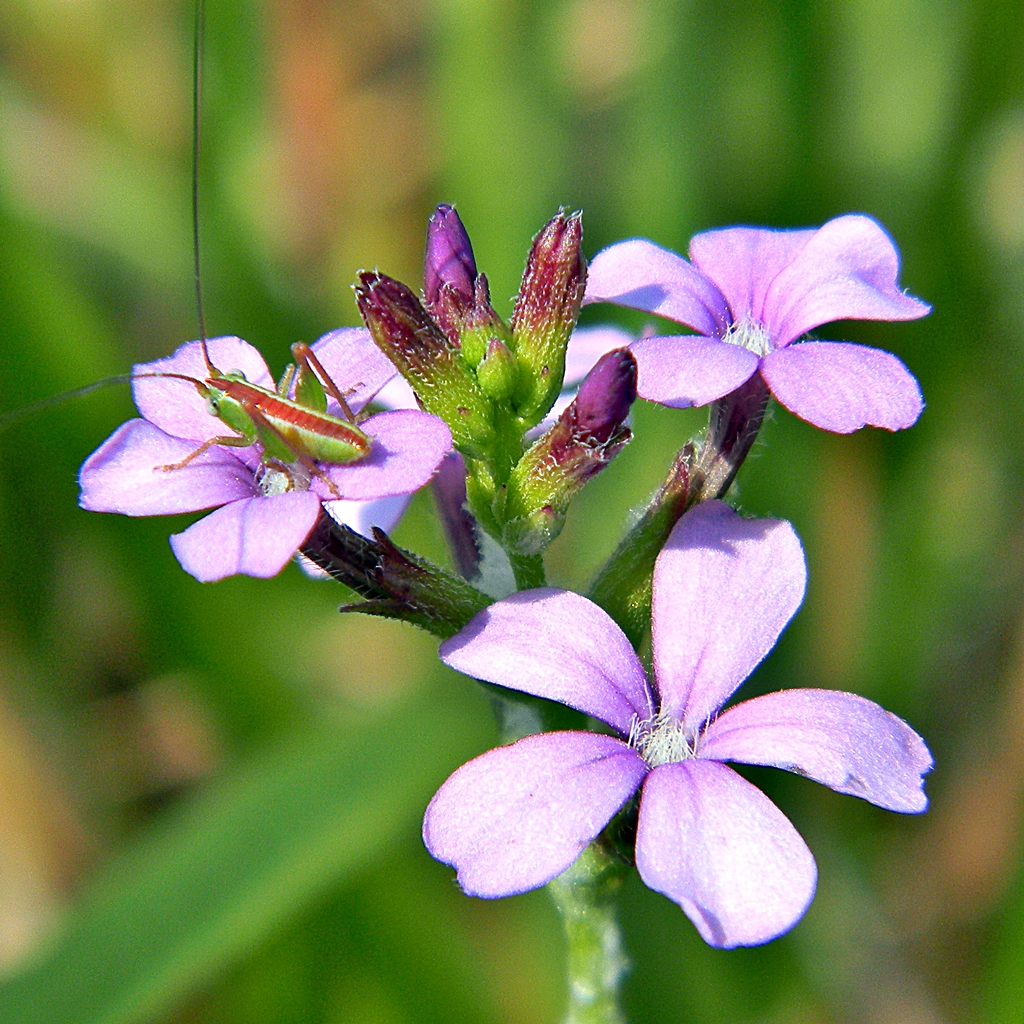